# Draft 1936 de la NFL
1937
La draft 1936 de la NFL est la 1re draft annuelle de la National Football League, permettant aux franchises de football américain de sélectionner des joueurs universitaires éligibles pour jouer professionnels. Elle s'est déroulée le 8 février 1936 Ritz-Carlton de Philadelphie.

## Draft
Légende
|  | = Hall of Famer |

### Premier tour
Le tout premier joueur à être sélectionné dans une draft NFL est Jay Berwanger, halfback de l'Université de Chicago, choisi par les Eagles de Philadelphie avec le premier choix en 1936.
| Choix | Équipe                 | Joueur            | Pos              | Université      | Notes      |
| ----- | ---------------------- | ----------------- | ---------------- | --------------- | ---------- |
| 1     | Eagles de Philadelphie | Jay Berwanger     | Halfback         | Chicago         | [ Note 1 ] |
| 2     | Redskins de Boston     | Riley Smith       | Blocking Back    | Alabama         |            |
| 3     | Pirates de Pittsburgh  | Bill Shakespeare  | Back             | Notre Dame      |            |
| 4     | Dodgers de Brooklyn    | Dick Crayne       | Fullback         | Iowa            |            |
| 5     | Cardinals de Chicago   | Jimmy Lawrence    | Wide Back        | Texas Christian |            |
| 6     | Bears de Chicago       | Joe Stydahar      | Offensive tackle | WVU             |            |
| 7     | Packers de Green Bay   | Russ Letlow       | Guard            | San Francisco   |            |
| 8     | Lions de Detroit       | Sid Wagner        | Guard            | Michigan State  |            |
| 9     | Giants de New York     | Art "Pappy" Lewis | Tackle           | Ohio            |            |

### Deuxième tour
| Choix | Équipe                 | Joueur                     | Pos         | Université             | Notes |
| ----- | ---------------------- | -------------------------- | ----------- | ---------------------- | ----- |
| 10    | Eagles de Philadelphie | John McCauley              | Back        | Rice                   |       |
| 11    | Redskins de Boston     | Keith Topping              | End         | Stanford               |       |
| 12    | Pirates de Pittsburgh  | Len Barnum                 | Quarterback | West Virginia Wesleyan |       |
| 13    | Dodgers de Brooklyn    | Vernal "Babe" LeVoir       | Back        | Minnesota              |       |
| 14    | Bears de Chicago       | Ed Michaels                | Guard       | Villanova              |       |
| 15    | Cardinals de Chicago   | Gomer Jones                | Centre      | Ohio State             |       |
| 16    | Packers de Green Bay   | J.W. Wheeler               | Tackle      | Oklahoma               |       |
| 17    | Lions de Detroit       | Chuck Cheshire             | Back        | UCLA                   |       |
| 18    | Giants de New York     | Alphonse « Tuffy » Leemans | Fullback    | George Washington      |       |

### Troisième tour
| Choix | Équipe                 | Joueur                | Pos           | Université        | Notes |
| ----- | ---------------------- | --------------------- | ------------- | ----------------- | ----- |
| 19    | Eagles de Philadelphie | Wes Muller            | Center        | Stanford          |       |
| 20    | Redskins de Boston     | Ed Smith              | Fullback      | NYU               |       |
| 21    | Pirates de Pittsburgh  | Bobby Grayson         | Back          | Stanford          |       |
| 22    | Dodgers de Brooklyn    | Wagner Jorgensen      | Center        | Saint Mary's (CA) |       |
| 23    | Cardinals de Chicago   | Eddie Erdelatz        | End           | St. Mary's (CA)   |       |
| 24    | Bears de Chicago       | George Roscoe         | Back          | Minnesota         |       |
| 25    | Packers de Green Bay   | Bernie Scherer        | Offensive End | Nebraska          |       |
| 26    | Lions de Detroit       | Andy Pilney           | Back          | Notre Dame        |       |
| 27    | Giants de New York     | Frank « Butch » Loebs | End           | Purdue            |       |

### Quatrième tour
| Choix | Équipe                 | Joueur               | Pos           | Université         | Notes |
| ----- | ---------------------- | -------------------- | ------------- | ------------------ | ----- |
| 28    | Eagles de Philadelphie | Bill Wallace         | Back          | Rice               |       |
| 29    | Redskins de Boston     | Paul Tangora         | Guard         | Northwestern       |       |
| 30    | Pirates de Pittsburgh  | Truman Spain         | Tackle        | Southern Methodist |       |
| 31    | Dodgers de Brooklyn    | Paul « Bear » Bryant | End           | Alabama            |       |
| 32    | Bears de Chicago       | Bob Allman           | Offensive End | Michigan State     |       |
| 33    | Cardinals de Chicago   | Ed Brett             | Offensive End | Washington State   |       |
| 34    | Packers de Green Bay   | Theron Ward          | Back          | Idaho              |       |
| 35    | Lions de Detroit       | Sheldon Beise        | Back          | Minnesota          |       |
| 36    | Giants de New York     | Gene Rose            | Offensive End | Tennessee          |       |

### Cinquième tour
| Choix | Équipe                 | Joueur            | Pos      | Université         | Notes |
| ----- | ---------------------- | ----------------- | -------- | ------------------ | ----- |
| 37    | Eagles de Philadelphie | Harry Shuford     | Back     | Southern Methodist |       |
| 38    | Redskins de Boston     | Wilson Groseclose | Tackle   | Texas Christian    |       |
| 39    | Pirates de Pittsburgh  | Wayne Sandefur    | Fullback | Purdue             |       |
| 40    | Dodgers de Brooklyn    | Bob Wilson        | Tailback | Southern Methodist |       |
| 41    | Cardinals de Chicago   | Stan Riordan      | End      | Oregon             |       |
| 42    | Bears de Chicago       | Vern Oech         | Guard    | Minnesota          |       |
| 43    | Packers de Green Bay   | Darrell Lester    | Center   | Texas Christian    |       |
| 44    | Lions de Detroit       | Kavanaugh Francis | Center   | Alabama            |       |
| 45    | Giants de New York     | Ed Jontos         | Guard    | Syracuse           |       |

### Sixième tour
| Choix | Équipe                 | Joueur             | Pos      | Université         | Notes |
| ----- | ---------------------- | ------------------ | -------- | ------------------ | ----- |
| 46    | Eagles de Philadelphie | Al Barabas         | Back     | Columbia           |       |
| 47    | Redskins de Boston     | Larry Lutz         | Tackle   | Californie         |       |
| 48    | Pirates de Pittsburgh  | Maurice Orr        | Tackle   | Southern Methodist |       |
| 49    | Dodgers de Brooklyn    | Joe Maniaci        | Fullback | Fordham            |       |
| 50    | Bears de Chicago       | Ted Christofferson | Back     | Washington State   |       |
| 51    | Cardinals de Chicago   | Ettore Antonini    | End      | Indiana            |       |
| 52    | Packers de Green Bay   | Bob Reynolds       | Tackle   | Stanford           |       |
| 53    | Lions de Detroit       | Abe Mickal         | Back     | Louisiana State    |       |
| 54    | Giants de New York     | Gus Durner         | Tackle   | Duke               |       |

### Septième tour
| Choix | Équipe                 | Joueur          | Pos      | Université      | Notes |
| ----- | ---------------------- | --------------- | -------- | --------------- | ----- |
| 55    | Eagles de Philadelphie | Jac Weller      | Guard    | Princeton       |       |
| 56    | Redskins de Boston     | Don Irwin       | Fullback | Colgate         |       |
| 57    | Pirates de Pittsburgh  | Marty Peters    | End      | Notre Dame      |       |
| 58    | Dodgers de Brooklyn    | Herb Schreiber  | Back     | St. Mary's (CA) |       |
| 59    | Cardinals de Chicago   | Tack Dennis     | Back     | Tulsa           |       |
| 60    | Bears de Chicago       | Dick Smith      | Tackle   | Minnesota       |       |
| 61    | Packers de Green Bay   | Wally Fromhart  | Back     | Notre Dame      |       |
| 62    | Lions de Detroit       | Charles Wasicek | Tackle   | Colgate         |       |
| 63    | Giants de New York     | Bob Peeples     | Tackle   | Marquette       |       |

### Huitième tour
| Choix | Équipe                 | Joueur               | Pos           | Université          | Notes |
| ----- | ---------------------- | -------------------- | ------------- | ------------------- | ----- |
| 64    | Eagles de Philadelphie | Pepper Constable     | Back          | Princeton           |       |
| 65    | Redskins de Boston     | Wayne Millner        | Offensive End | Notre Dame          |       |
| 66    | Pirates de Pittsburgh  | Ed Karpowich         | Tackle        | Catholic University |       |
| 67    | Dodgers de Brooklyn    | Bob "Bones" Hamilton | Back          | Stanford            |       |
| 68    | Bears de Chicago       | John Sylvester       | End           | Rice                |       |
| 69    | Cardinals de Chicago   | Ross Carter          | Guard         | Oregon              |       |
| 70    | Packers de Green Bay   | Wally Cruice         | Back          | Northwestern        |       |
| 71    | Lions de Detroit       | Dale Rennebohm       | Center        | Minnesota           |       |
| 72    | Giants de New York     | Dick Heekin          | Back          | Ohio State          |       |

### Neuvième tour
| Choix | Équipe                 | Joueur                | Pos           | Université                | Notes |
| ----- | ---------------------- | --------------------- | ------------- | ------------------------- | ----- |
| 73    | Eagles de Philadelphie | Paul Pauk             | Back          | Princeton                 |       |
| 74    | Redskins de Boston     | Marcel Saunders       | Guard         | Loyola (CA)               |       |
| 75    | Pirates de Pittsburgh  | Joe Meglen            | Back          | Georgetown                |       |
| 76    | Dodgers de Brooklyn    | Jim "Monk" Moscrip    | Offensive End | Stanford                  |       |
| 77    | Cardinals de Chicago   | Niels Larsen          | Tackle        | Stanford                  |       |
| 78    | Bears de Chicago       | Dan Fortmann          | Guard         | Colgate                   |       |
| 79    | Packers de Green Bay   | J. C. Wetsel          | Guard         | Southern Methodist        |       |
| 80    | Lions de Detroit       | Bob "Choo-Choo" Train | End           | Yale                      |       |
| 81    | Giants de New York     | Phil Flanagan         | Guard         | College of the Holy Cross |       |